# Cookstown (district)
Cookstown is een voormalig district in Noord-Ierland. Het is sinds 2015 deel van het district Mid Ulster. Cookstown telde in 2007 35.400 inwoners. De oppervlakte bedraagt 622 km², de bevolkingsdichtheid is 56,9 inwoners per km².
Van de bevolking is 34,8% protestant en 64,1% katholiek.
Antrim · Ards · Armagh · Ballymena · Ballymoney · Banbridge · Belfast · Carrickfergus · Castlereagh · Coleraine · Cookstown · Craigavon · Derry (Londonderry) · Down · Dungannon en South Tyrone · Fermanagh · Larne · Limavady · Lisburn · Magherafelt · Moyle · Newry and Mourne · Newtownabbey · North Down · Omagh · Strabane